# KAWS
 Der er for få eller ingen kildehenvisninger i denne artikel, hvilket er et problem. Du kan hjælpe ved at angive troværdige kilder til de påstande, som fremføres i artiklen.

Brian Donnelly (født i 1974 i Jersey City, New Jersey, USA) bedre kendt som KAWS er en kunstner og designer af sjældent designer legetøj samt tøj. Han er uddannet på School of Visual Arts i New York med en Bachelor i Fine Arts illustration i 1996. KAWS arbejdet i en kort periode efter sin uddannelse som freelance hos Disney. Han hjalp blandt andet med animeret serier som 101 Dalmatinere , Daria og Doug.
Han begyndte sin karriere som Graffiti kunstner i Jersey City, New Jersey og fortsatte da han flyttet til New York i 1990. KAWS malede ovenpå reklametavler, busstoppesteder og telefonboks reklamer hvorefter hans popularitet steg. KAWS har udover New York også malet i Paris, London, Berlin og Tokyo.
I starten af 90'erne begyndte KAWS at designe begrænsede udgaver af vinyl legetøj som blev et hit for designer legetøj og kunst samlere verden over. Specielt i Japan hvor designer legetøj er meget respekteret og populært. Mere designerlegetøj blev senere lavet i samarbejde med hans tøjmærke OriginalFake. På grund af stor popularitet i Japan lavet KAWS senere mange samarbejder med NIGO's mærke A Bathing Ape. I August 2010 designede KAWS en limited edition flaske for det Mexicanske øl mærke Dos Equis. Derudover har KAWS blandt andet arbejdet med Comme des Garçons, Nike, Vans, Burton, Medicom Toy.
KAWS 'akryl malerier og skulpturer har mange gentagne billeder beregnet til at blive universelt forstået uden nogle sprog og kultur barriere. En af KAWS første maleri serier "The Kimpsons" er KAWS spin på den populære amerikanske serie The Simpsons. KAWS forklarede at han fandt det underligt hvordan en tegnefilm kan havde så meget indflydelse på folks liv i forhold til politik. KAWS har også tegnet sine egne udgaver af andre populære figurer som blandt andet Mickey Mouse, SvampeBob Firkant, Smølferne og Michelin Manden.
Hans skulptur "Wonderful World" blev i 2003 solgt for $400,000 (omkring 2,472,280 kr) ved Bape Gallery i Tokyo. KAWS har siden 1999 solgt sine kunstværker i den eksklusive butik colette i Paris.
I 2013 designede KAWS scenen til MTV Video Music Awards samt redesignede den ikoniske moonman statue.
KAWS lever og arbejder i Brooklyn, New York.
1. ↑  Navnet er anført på engelsk og stammer fra Wikidata hvor navnet endnu ikke findes på dansk.